# أوليفيا ويزيل
سيلما أوليفيا جاكوبسون ويزيل (بالسويدية: Olivia Wigzell)‏ (من مواليد 11 يناير 1964)  هي مسؤولة سويدية وسياسية سابقة. تعمل منذ عام 2015 كمدير عام للمجلس الوطني السويدي للصحة والرعاية الاجتماعية. 
شغلت منصب مستشار مجلس مقاطعة مقاطعة ستوكهولم بين عامي 1994 و 1998 ،  ومفوض بلدية ونائب عمدة بلدية ستوكهولم بين عامي 1998 و 2000.  حيث مثلت وقتها الحزب الاشتراكي الديمقراطي السويدي ، لكنها اليوم لا تتبع لأي حزب سياسي. 
بعد تركها السياسة عملت أوليفيا في الجمعية السويدية للمهنيين الصحيين. و في أبريل 2007 ، وظفت أوليفيا من قبل المجلس الوطني للصحة والرعاية الاجتماعية الذي تركته في عام 2008 لتتولى منصب رئيس قسم الصحة العامة والرعاية الصحية بوزارة الصحة والشؤون الاجتماعية . 
في عام 2014 ، شغلت منصب المدير العام للوكالة السويدية لتقييم التكنولوجيا الصحية وتقييم الخدمات الاجتماعية . عملت في المكتب حتى العام التالي عندما تم تعيينها مديرة عامة للمجلس الوطني السويدي للصحة والرعاية الاجتماعية . في عام 2018 حصلت على لقب رابع أكثر الشخصيات تأثيرا في السياسة الصحية السويدية.  بين عامي 2015 و 2018 عملت ممثلة للسويد في المجلس التنفيذي لمنظمة الصحة العالمية. وهي رئيسة لجنة الصحة في منظمة التعاون الاقتصادي والتنمية  ومجلس أمناء جامعة أوريبرو.